# Abdou Razack Traoré
Abdou Razack Traoré (* 28. Dezember 1988 in Abidjan) ist ein ivorischer Fußballspieler, der auch die Staatsbürgerschaft von Burkina Faso besitzt. Von 2011 bis 2021 war er Nationalspieler Burkina Fasos und bestritt 49 Länderspiele.

## Karriere

### Verein
Anfang 2007 wechselte Abdou Razack Traoré ablösefrei von Raja Casablanca aus Marokko nach Norwegen zu Rosenborg Trondheim. Dort war bis August 2009 auch sein Landsmann Didier Ya Konan tätig. Bereits in seiner ersten Saison absolvierte der Mittelfeldspieler 18 Ligaspiele für Rosenborg. Am Ende erreichte Traoré mit seiner Mannschaft einen leicht enttäuschenden 5. Platz. Auch in der UEFA Champions League 2007/08 sammelte der junge Ivorer bereits erste internationale Erfahrungen und spielte in allen sechs Gruppenpartien mit. In der Saison 2008 konnte Rosenborg die Tabellenplatzierung aus dem Vorjahr nicht verbessern und wurde erneut Fünfter. Traoré wurde für die letzten beiden Spiele aus dem Kader gestrichen, nachdem er seinen Mitspieler Øyvind Storflor während einer Trainingseinheit zusammengeschlagen hatte. Über Umwege durch den UI-Cup hatte sich seine Mannschaft für den UEFA-Pokal 2008/09 qualifiziert, wo man jedoch ohne Sieg in der Gruppenphase ausschied. Im Jahr 2009 wurde der Mittelfeldspieler mit Rosenborg norwegischer Meister, kam in 30 Spielen jedoch nur zehnmal zum Einsatz.
In der Saison 2010/11 spielte Traoré zunächst auf Leihbasis für den polnischen Erstligisten Lechia Gdańsk. Nach fünf Toren aus zwölf Spielen wurde er in der Winterpause 2010/11 dann endgültig verpflichtet. In der gesamten Saison erzielte er zwölf Treffer in 27 Spielen. Nachdem er in der folgenden Saison nur vier Tore in 24 Partien erzielt hatte, konnte er in der Hinrunde 2012/13 mit neun Treffern in 13 Spielen wieder überzeugen und viele internationale Klubs auf sich aufmerksam machen. Im Dezember 2012 gab Lechia bekannt, dass sie den Ende Dezember 2012 auslaufenden Vertrag von Traoré aus finanziellen Gründen nicht verlängern könnten.
Im Januar 2013 erzielte Traoré eine Einigung mit dem Erstligisten al-Ettifaq aus Saudi-Arabien. Dennoch entschied er sich einige Tage später für einen Wechsel zum türkischen Erstligisten Gaziantepspor. Er unterschrieb einen Vertrag bis Ende Juni 2016. Bereits nach eineinhalb Spielzeiten verließ Traoré Gaziantepspor und wechselte innerhalb der Süper Lig zu Kardemir Karabükspor. Nachdem Karabükspor zum Sommer 2015 den Klassenerhalt der Süper Lig verfehlt hatte, wechselte Traoré leihweise zum Erstligisten Torku Konyaspor. Bei den Zentralanatoliern etablierte er sich schnell zum Stammspieler und trug dazu bei, dass der Verein die Saison als Tabellendritter beendete und die bis dato beste Erstligaplatzierung der Vereinshistorie erreichte. Da Karabükspor zum Sommer 2016 den direkten Wiederaufstieg in die Süper Lig erreichte, kehrte Traoré zu diesem Verein zurück. Hier etablierte er sich auf Anhieb wieder zum Stammspieler und Leistungsträger. Ende Dezember 2016 zog er sich eine schwere Verletzung zu und fiel bis Mitte März 2017 aus. Mit dem Vertragsende bei Kardemir Karabükspor wechselte Traoré in der Sommertransferperiode 2017 zurück zu Konyaspor.
Zur Saison 2019/20 wechselte er innerhalb der Liga zu Sivasspor und wurde von diesem für die Rückrunde dieser Spielzeit an den Zweitligisten Bursaspor ausgeliehen. Nach einer weiteren Station in der Türkei bei Giresunspor wechselte er 2021 nach China, wo er für Nantong Zhiyun und Nanjing City FC spielte.

### Nationalmannschaft
Seit 2011 vertritt der gebürtige Ivorer Traoré international die Auswahl von Burkina Faso. Im Januar 2012 gehörte er zum Kader für die Fußball-Afrikameisterschaft 2012, kam im Turnier aber nicht zum Einsatz. Anfang Januar 2013 wurde er in den erweiterten Kader für die Fußball-Afrikameisterschaft 2013 berufen.

## Erfolge
- Norwegischer Meister: 2009
- Norwegischer Fußball-Supercup: 2010